# Fashions in Love
Fashions in Love is een Amerikaanse filmkomedie uit 1929 onder regie van Victor Schertzinger. Het scenario is gebaseerd op het toneelstuk Das Konzert (1909) van de Oostenrijkse auteur Hermann Bahr.

## Verhaal
De pianist Paul de Remy kan rekenen op veel vrouwelijke aandacht. Zijn vrouw Marie houdt zielsveel van hem. Paul maakt een afspraakje met Dephine, de vrouw van zijn goede vriend Frank Martin. Frank vertelt Marie waar Paul mee bezig is en ze besluiten te doen alsof zij ook verliefd zijn op elkaar. Wanneer Frank en Marie een scheiding voorstellen, beseft Paul dat hij van zijn vrouw houdt en hij vraagt haar om vergeving.

## Rolverdeling
| Acteur          | Personage       |
| --------------- | --------------- |
| Adolphe Menjou  | Paul de Remy    |
| Fay Compton     | Marie de Remy   |
| Miriam Seegar   | Delphine Martin |
| John Miljan     | Frank Martin    |
| Joan Standing   | Juffrouw Weller |
| Robert Wayne    | Levisohn        |
| Russ Powell     | Joe             |
| Billie Bennett  | Jane            |
| Jacques Vanaire | Bediende        |